# Saccoloma caudatum
Saccoloma caudatum là một loài dương xỉ trong họ Saccolomataceae. Loài này được Copel. mô tả khoa học đầu tiên năm 1926.
Danh pháp khoa học của loài này chưa được làm sáng tỏ. 